# Скварява
Скваря́ва — село в Золочевской городской общине Золочевского района Львовской области Украины.

## Расположение
Село Скварява расположено в 15 км северо-западнее районного центра г. Золочева.
Расположено на речке Золочевке.
Село имеет хорошее сообщение, как железнодорожное (ст. Скваржава) с Львовом и Тернополем, так и автомобильное — Краснэ-Золочев.

## Из истории
Первое письменное упоминание о селе относится к 1368 года. Скварява была собственностью польского короля.
В 1650 году король Ян II Казимир подарил село Скварява Стефану Чарнецкому.
Недалеко от села есть колодец, который называют колодцем Нечая — сподвижника Б. Хмельницкого.
Южнее села проходил известный с древности «Глинянский тракт».

## Микротопонимы
Село состоит из следующих частей:
- Центр,
- Луг,
- Бенько,
- Озеро,
- Поляки,
- Угол,
- Долина.

## Известные жители и уроженцы
- Антоневич, Кароль (1807—1852) — польский писатель и поэт армянского происхождения.